# 人種的差別撤廃提案

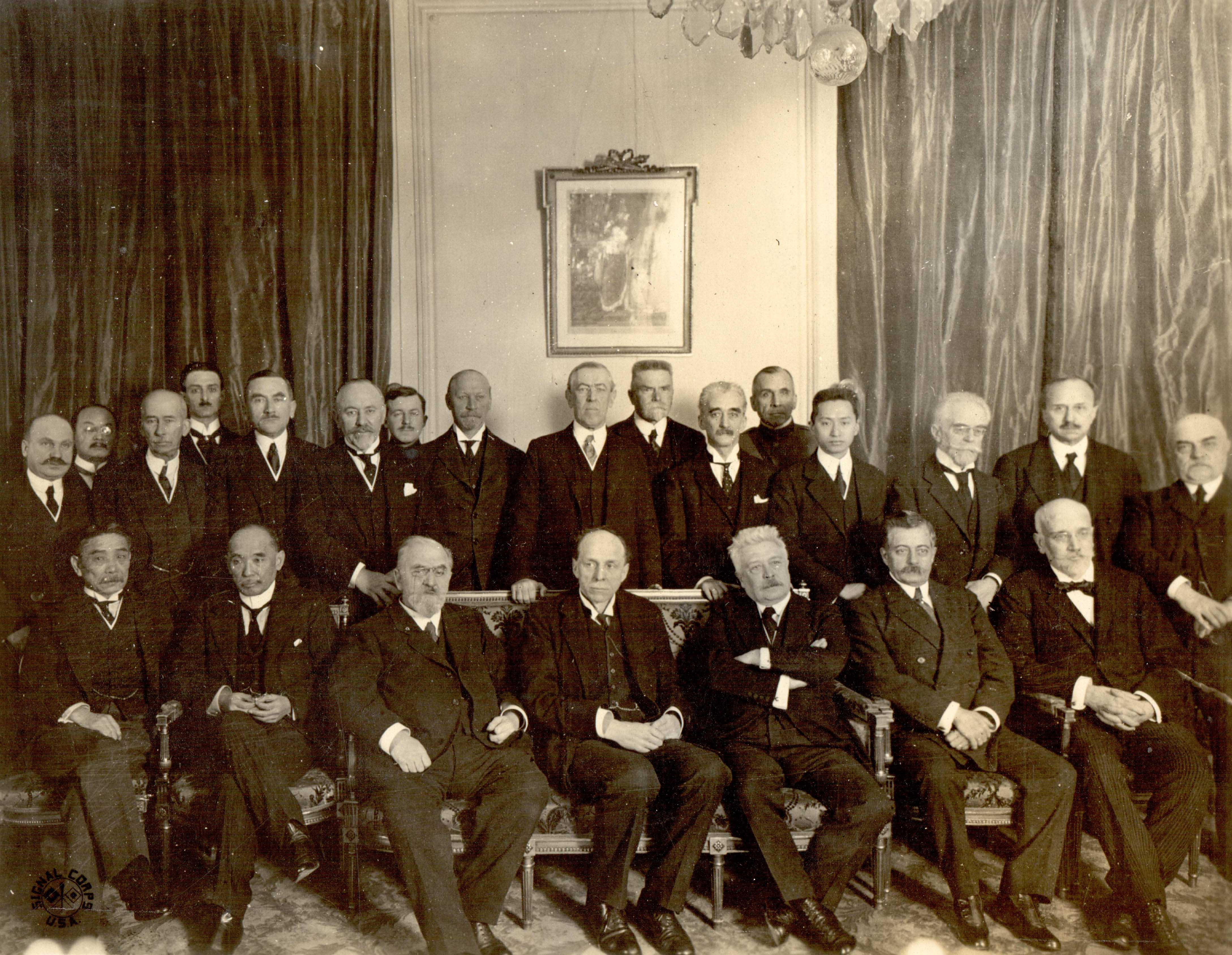
国際連盟委員会。前列左から珍田捨巳（日本駐英大使）、牧野伸顕（日本元外相）、レオン・ブルジョワ（フランス元首相）、ロバート・セシル（イギリス元封鎖相）、ヴィットーリオ・エマヌエーレ・オルランド（イタリア王国首相）、エピタシオ・ペソア（ブラジル上院議員、後に大統領）、エレフテリオス・ヴェニゼロス（ギリシャ王国首相）。後列にはエドワード・ハウス（アメリカ、左から3人目）、ロマン・ドモフスキ（ポーランド、左から5人目）、ヤン・スマッツ（南アフリカ連邦国防相、左から8人目）、ウッドロウ・ウィルソン（アメリカ合衆国大統領、左から9人目）、カレル・クラマーシュ（チェコスロバキア首相、左から10人目）、顧維鈞（中華民国駐米公使、左から12人目）、など

人種的差別撤廃提案（じんしゅてきさべつてっぱいていあん、旧字体：人種的󠄁差別撤廢提案、英語: Racial Equality Proposal）とは、第一次世界大戦後のパリ講和会議の国際連盟委員会において、日本が主張した、「国際連盟規約」中に人種差別の撤廃を明記するべきという提案を指す。この提案に当時のアメリカ合衆国大統領だったウッドロウ・ウィルソンは反対の立場で、事が重要なだけに全員一致で無ければ可決されないとして否決した。国際会議において人種差別撤廃を明確に主張した国は日本が世界で最初である。

## 提案策定
日本政府内において誰がいつ最初に人種差別撤廃に関する提案を行ったかは現在も明らかになっていないが、その背景の一つとして、当時アメリカ合衆国、カナダ等で問題となった日系移民排斥問題がある。外務次官幣原喜重郎は人種差別撤廃提案により排日問題解決のきっかけを作ろうとしていた。また、外交調査会の伊東巳代治に代表される、国際連盟で多数を占めるであろう「『白人』人種」の国が人種的偏見により「帝国の発展」を阻害する動きに出るのではないかという危惧もあった。
1918年（大正7年）11月13日の外交調査会において、内田康哉外相が講和会議に対する外務省意見案を発表したが、その中の国際連盟問題の項目で「人種的偏見の除去」が講和後に設立される国際連盟参加の条件であると述べている。この意見案は大筋で外交調査会に承認され、日本全権の正式な方針となった。全権の一人である牧野伸顕元外相は、人種差別撤廃提案の実現よりも連盟設立に際して諸外国に積極的に協力するべきと考えていたが、この意見には伊東が強く反発した。

## 提案内示と講和会議

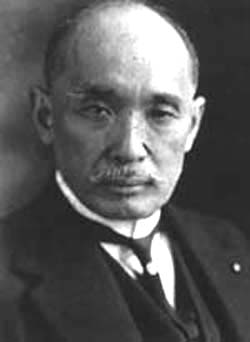
牧野伸顕

1919年（大正8年）1月14日、パリに到着した日本全権団は人種差別撤廃提案成立のため、各国と交渉を開始した。1月26日に珍田捨巳駐英大使はアメリカのロバート・ランシング国務長官と面会し、ランシングが提案に肯定的であるという印象を得た。2月4日にはウィルソンの友人であるエドワード・ハウス名誉大佐に、連盟規約に挿入するべき文章として、「甲案」と「乙案」の二つの案を内示した。ハウスはこのうち乙案に賛意を示し、ウィルソンも賛成するであろうと述べた。翌日ハウスとウィルソンが会談し、日本側に人種差別撤廃提案を連盟規約に挿入することを大統領提案として提出するつもりであると伝達した。「最大の障害」であると見られていたアメリカとの調整が成功し、日本側は提案成立に大きな自信を得た。
ところが、三大国の一つであるイギリスとの交渉は難航した。イギリス帝国内の自治領であるオーストラリア、カナダがこの提案に強く反対しており、日本が直接交渉を行っても妥協は成立しなかった。オーストラリアは白豪主義体制を国是としていただけでなく、労働問題が目下の課題となっていた。さらに選挙が目前に迫っていたこともあり、この提案は受け入れがたいものであった。イギリス全権のロバート・セシル元封鎖相、アーサー・バルフォア外相は個人的には日本の立場に賛成するとしたものの、問題が重大であり、人種差別撤廃という問題を連盟規約で扱うのは妥当ではないと回答した。バルフォアは説得に訪れたハウスに対し、「ある特定の国において、人々の平等というのはありえるが、中央アフリカの人間がヨーロッパの人間と平等だとは思わない」と述べている。
講和会議において日本代表は自国の利害が絡む山東問題・南洋諸島問題以外ほとんど積極的な発言を行わず、「サイレント・パートナー」と揶揄された。ウィルソン大統領の悲願であった国際連盟設立に関しても、内田康哉外相が「本件具体的案ノ議定ハ成ルヘク之ヲ延期セシメルニ努メル」と言ったように消極的態度に終始し、各国の失望を買った。特に1月22日の五大国会議で牧野が連盟設立に関して意見を留保したことはウィルソンやデビッド・ロイド・ジョージイギリス首相の不興を買った。提案の採択は極めて難しいと見られていたが、日本側は「正否はともかく、この際本問題に関する我主張を鮮明することは将来のため極めて緊要」という判断から、提案を行うことになった。

## 最初の提案
2月13日、国際連盟委員会において、牧野は連盟規約第二一条の宗教の自由についての規定の後に「各国民均等の主義は国際連盟の基本的綱領なるに依り締約国は成るべく速に連盟員たる国家に於ける一切の外国人に対し如何なる点に付ても均等公正の待遇を与え人種或は国籍如何に依り法律上或は事実上何等差別を設けざることを約す」という条文を追加するよう提案した。牧野は人種・宗教の怨恨が戦争の原因となっており、恒久平和の実現のためにはこの提案が必要であると主張した。また、この提案によって即座に各国における人種差別政策撤廃が行われるわけではなく、その運用は国家の為政者の手にまかされると述べた。牧野の提案は、「黄色人種に対する人種的偏見のために、日本が不利に陥ることのないようにせよ」とする本国からの訓令を解釈したものであった。
ベルギー代表は日本案の条文に反対し、ブラジル・ルーマニア・チェコスロバキアの代表が日本の主張に理解を示す発言を行い、中華民国代表は本国の訓令を待つとして意見を保留した。その後「宗教に関する規定」そのものを削除するべきという意見が多数となった結果、第二一条自体が削除された。牧野は人種差別撤廃提案自体は後日の会議で提案すると述べ、次の機会を待つこととなった。
この提案は日本を含んだ海外でも報道され、様々な反響を呼ぶことになる。牧野は西洋列強の圧力に苦しんでいたリベリア人やアイルランド人などから人種的差別撤廃提案に感謝の言葉を受けた。また米国内からも、全米黒人地位向上協会（NAACP） が感謝のコメントを発表した。また代表団の中でもハウスは好意的であり、デビッド・ミラーに実際に人種平等条項を起草するよう指示している。しかしミラーはこの条項が原則の提示に過ぎず、法的効果を持たないため、無意味な条項であると指摘している。
2月14日アメリカに一時帰国したウィルソンは、「人種差別撤廃提案」が国内法の改正に言及しており、内政干渉に当たるという国内の強い批判に直面することとなった。アメリカ合衆国上院では「人種差別撤廃提案」が採択された際には、アメリカは国際連盟に参加しないという決議が行われており、ウィルソンもこの反対を抑えることはできなかった。3月14日、牧野はオーストラリアのビリー・ヒューズ首相と会談したが、ヒューズ首相は国内事情から賛成できないと述べ、その後のイギリス帝国各国代表を交えた会議でも強硬に反対した。イギリス・ニュージーランド・カナダは牧野の説得で賛成に傾きつつあったが、ヒューズの強硬な態度はこれらの国も反対に回帰させていった。
日本政府も提案の成立が困難であると見るようになり、最悪の場合は議事録に記録することで日本の立場を明らかにするように訓令を行った。外交調査会の伊東や犬養毅は、提案が実現しなければ最悪国際連盟不参加を決めるべきと強硬であった。

## 二回目の提案

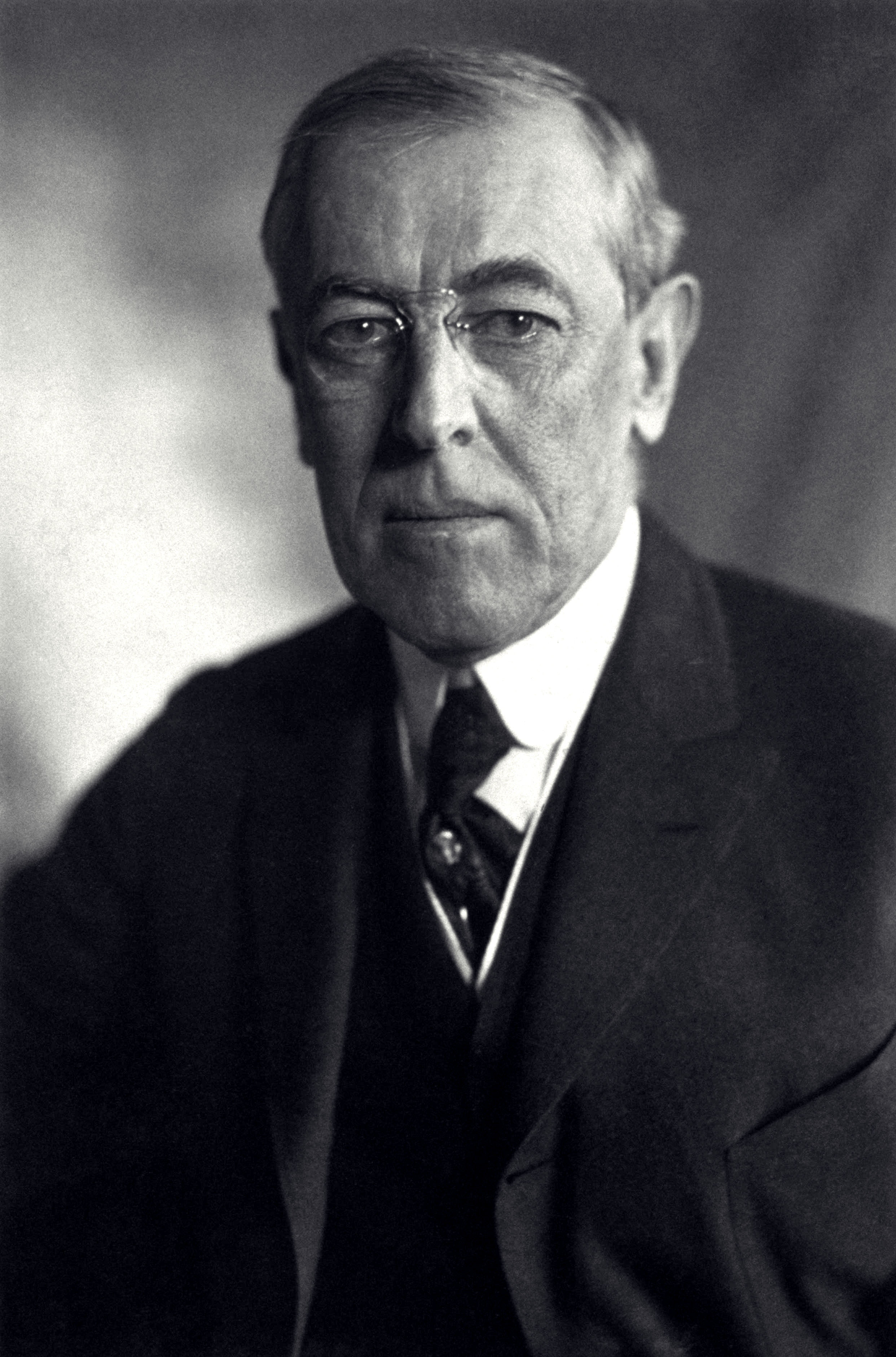
議長を務めたウッドロウ・ウィルソンアメリカ大統領

4月11日夜の国際連盟委員会最終会合において、牧野は連盟規約前文に「各国民の平等及其の所属各人に対する公正待遇の主義を是認し」との文言を盛り込むという修正案を提案した。イギリスのセシル元封鎖相は「このような文句の挿入は全く無意味であり、意味があるとするなら、重大な反対をしなければならない。（中略）この問題は国際連盟成立後の活動に待つべきである。日本は現時点において五大国のひとつである事実をみれば、待遇の優劣は国際連盟においては問題にならない」と反対した。日本は「修正案はあくまで理念をうたうものであって、その国の内政における法律的規制を求めるものではないにもかかわらず、これを拒否しようというのは、イギリスが他の国を平等と見ていない証拠である」とし、修正案の採決を求めた。その後イタリア、フランス、ギリシャ、中華民国、ポーランド等の各代表が賛否を述べ、討議が行われた。
議長であったウィルソンは「この問題は平静に取り扱うべきであり、総会で論議することは避けられない」と述べ、提案そのものを取り下げるよう勧告したが、牧野は採決を要求した。議長ウィルソンを除く出席者16名が投票を行い、フランス代表・イタリア代表各2名、ギリシャ・中華民国・ポルトガル・チェコスロバキア・セルブ・クロアート・スロヴェーヌ王国（後のユーゴスラビア王国）の各1名、計11名の委員が賛成、イギリス・アメリカ・ポーランド・ブラジル・ルーマニアの計5名の委員が反対した。
しかしウィルソンは「全会一致でないため提案は不成立である」と宣言した。牧野は「会議の問題においては多数決で決定されたことがあった」と反発したが、ウィルソンは「本件のような重大な問題についてはこれまでも全会一致、少なくとも反対者ゼロの状態で採決されてきた」と回答し、牧野もこれに同意した。牧野は「日本はその主張の正常なるを信ずるが故に、機会あるが毎に本問題を提議せざるを得ない。また今晩の自分の陳述および賛否の数は議事録に記載してもらいたい」と述べ、ウィルソンも応諾した。またフランス代表フェルディナン・ラルノードもこの採決方式を批判している。
4月28日の連盟国総会議において牧野は人種問題の「留保」について演説を行い、人種問題に関する日本政府の立場を説明した。成立は困難であると見られたため、総会での提案は行われなかった。これにより、日本は人種差別撤廃に関する提案を一時断念することとなった。

## 投票の内訳
賛否数は4月15日に接受された、全権松井慶四郎大使から内田外相への報告電報による。

### 賛成
- 大日本帝国（2票）
- フランス共和国（2票）
- イタリア王国（2票）
- ギリシャ王国（1票）
- セルブ・クロアート・スロヴェーン王国（1票）
- チェコスロバキア共和国（1票）
- ポルトガル共和国（1票）
- 中華民国（1票）

総計11票

### 反対または保留
- アメリカ合衆国（1票） - アメリカ代表委員の一人ウィルソンは議長のため投票に不参加
- イギリス（1票）
- ブラジル合衆国（1票）
- ポーランド共和国（1票） - ポーランドは倫理上の観点からではなく、条文に規定がない提案を前文に挿入することは規約の構成上問題があるという法理学上の観点から反対意見を述べている[25]。
- ルーマニア王国（1票）

総計5票

## 反響
提案の否決によって新聞世論や政治団体は憤激し、国際連盟加入を見合わせるべきという強硬論も強まった。外交調査会でも伊東、犬養、内田外相、田中義一が牧野を軟弱と批判したが、提案達成が元から困難と見ており、提案達成より米英との協調を図るべきと考えた原敬首相は牧野を擁護した。パリ講和会議で全権・西園寺公望に随行した近衛文麿は自らも加わったこの提案が否決されたことで白人への強い恨みを抱くようになったとされる。一方で石橋湛山は日本国民自らが中国人を差別していることを思い起こすべきと主張し、吉野作造も日本が中国人移民を認めるだろうかという問いかけを行った。事実、賛成しているのはどちらかと言うと移民を送り出す側の国であり、反対しているのが移民を受け入れる側の国である（イギリスも本国としては賛成だったが、オーストラリアの意向をくんで反対に回っている）。日本も、この際むしろ山東半島や南洋諸島の確実な確保を優先したといわれる。
1924年にはアメリカでいわゆる排日移民法が成立し、日系移民が全面禁止されると、日本国民の対米感情の悪化は決定的なものとなった。これに加えて、1929年に世界恐慌が始まると、植民地が少ない日本は、第一次世界大戦後に植民地を喪失し、フランス政府による報復的なヴェルサイユ体制に反感を持つドイツ（明治維新以来、日本が模範とした国家でもある）への親近感を強め、植民地大国であるイギリスやフランスへの反感を強めた。これら一連の流れは、その後の太平洋戦争（大東亜戦争）への呼び水となり、昭和天皇は独白録のなかで大東亜戦争の遠因となったと述べている。
人種的差別撤廃提案がなされた1919年に裕仁親王（のちの昭和天皇）に対して行われた倫理の御進講の中で杉浦重剛は以下のように語っている。
「今回欧州大戦乱の終局を為すべき講和会議に於いても、人種に関する問題は一の重要件なり。米国現大統領ウィルソンは将来に於ける世界の平和を保たんが為め、国際関係を円滑にし、正義を標準として万事を決し、以て戦争の惨禍を予防せんことを主張しつつあり。是れ其の大体に於ては異議なき所なるべし。而して此際の我国の代表者が人種的差別の見を撤廃せんことを要求しつつあるは、新聞紙上に於て報道せらるる如くなり。是れ亦固より正当の主張なり。
世界幾多の邦国は其の国際を円満にして一家の如く平和を保ち、互に其の幸福を増進するは最も喜ぶべき所なり。又幾多の人種ありと雖も、互に手を携えて文明の域に進むことは、人類の理想と為すべし。然れども欧米人は動もすれば有色人種を軽侮するの先入観念を有することあり。人種差別を撤廃すること難かるべし。之を我が国に見るに、王政維新以来四民平等を主義とするも、今日猶ほ旧時の穢多非人を軽侮するの風ありて、近頃之が救済改良を目的とする有志会の会合ありたる程なり。されば我が国は、人種的差別撤廃の主張の貫徹し得るや否やに拘わらず、毅然として己を持するの道を立つること最も肝要なりとす。他なし、我が国家、我が国民は、仁愛と正義とを以て終始を貫き彼等欧米人をして心服せざらんとするも得べからざるに至らしむること是なり。若し能く此の如くなるを得ば、人種的差別撤廃の如き、固より憂ふるに足らざるなり。」（『杉浦重剛倫理御進講草案』第五学年第三学期）
河辺一郎は「国際連盟において、日本は有色人種差別の撤廃を盛んに主張していた。しかしそれはいわゆる列強に対する自国の力の拡大という面しかなかった。また国際労働機関では各国の事情を尊重すべきだと繰り返し、自国の人権状況が批判されないようにしていた」と評している。

### 日本全権団への批判と反論
日本とアメリカはドイツが持っていた山東半島の権益継承を巡って対立していたが、4月28日ウィルソンが日本の主張を支持し、日本に利権が継承された。これを本提案を取り下げる譲歩への見返りであったとする批判がなされ、日本が提案を行ったのも取引材料であると批判された。
これに対し日本全権団は、「人種平等条項の運命が決まったのは4月11日の会議のことであり、山東問題が米・英・仏・伊の四巨頭会議で考慮されたのはそれよりもずっとあとのことだった。委員会が平等原則を支持しないことになったにもかかわらず、日本側は山東半島に関して最終決定がなされる2日前に国際連盟支持を公表していた。日本全権団の考えではこの2つの問題の論点の正しさはきわめて明白だったので、両者を結びつけるといった戦術を考慮する必要はなかった」と反論した。

## 各国の反応
- ブラジル代表団長エピタシオ・ペソア（英語版）上院議員は大統領選挙出馬を控えており、ブラジル代表が人種差別提案に反対したのはペソアがアメリカに接近するためであるという攻撃が対立陣営からなされた。これに対しペソアら政府側は、ブラジル代表は2月13日の提案でも提案に賛成しており[注釈 3]、提案が流れたのは米英の反対であると説明している[14]。

## 人種暴動

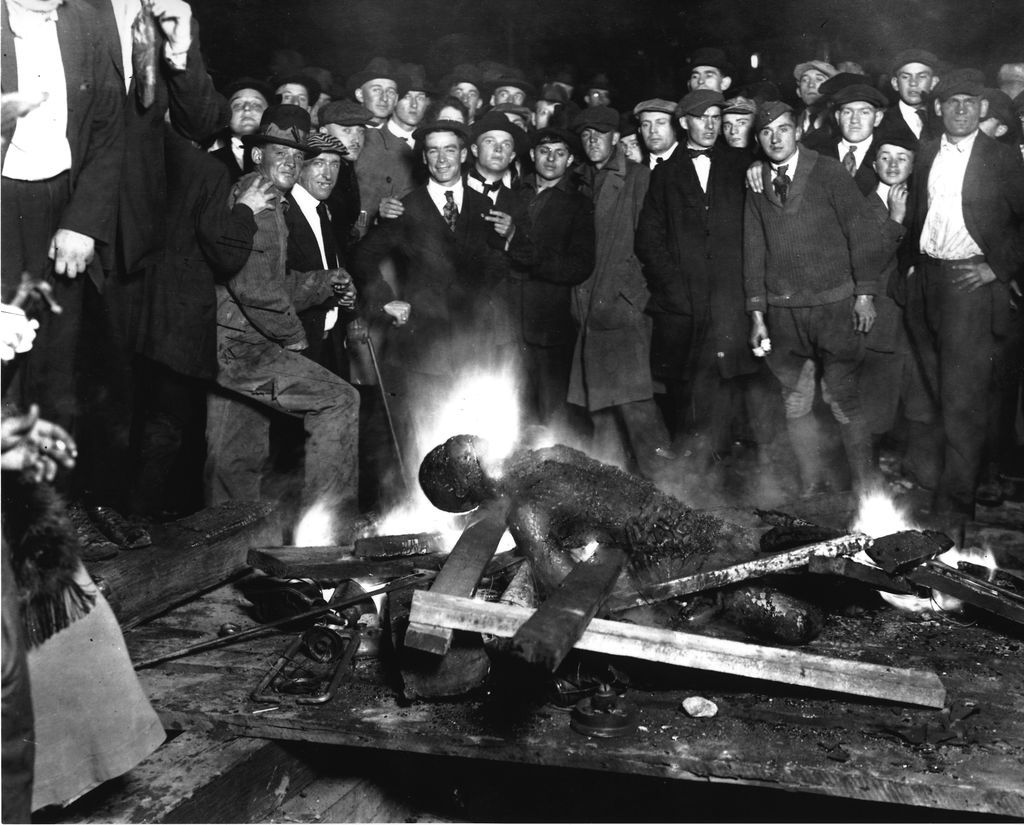
赤い夏でリンチして焼き殺したアフリカ系アメリカ人のウィル・ブラウンを囲んで記念撮影する白人

- 1919年のアメリカでは、差別を受けていた黒人が講和会議での日本の差別撤廃案へ期待していたが、賛成多数であったにもかかわらず、ウィルソンが議長裁定により法案を成立させなかったという自国政府の行動に対し、多くの都市で人種暴動が勃発し、100人以上が死亡、数万人が負傷した[41]（赤い夏[41]、シカゴ人種暴動（英語版）[41]、オマハ人種暴動（英語版）[41]、エレイン人種暴動（英語版））。